# 伊尔姆塔尔-魏恩施特拉瑟
伊尔姆塔尔-魏恩施特拉瑟（德語：Ilmtal-Weinstraße，發音：[ˈɪlmˌtaːl ˈvaɪnˌʃtʁaːsə]，意为“伊尔姆河谷-葡萄酒之路”）是德国图林根州魏玛地区县的市镇，面积84.7平方千米，2023年12月31日人口为6,270人。该市镇于2013年12月31日由市镇利布施泰特、马特施泰特、下赖森、下罗斯拉、尼姆斯多夫、上赖森、奥斯曼施泰特、普菲弗尔巴赫和维勒施泰特合并而成。2019年1月1日，市镇克罗姆斯多夫、洛伊滕塔尔和罗尔巴赫并入伊尔姆塔尔-魏恩施特拉瑟。